# Harry van Hoof
Harry van Hoof (Hilversum (Países Bajos), 16 de marzo de 1943 - Eindhoven (Países Bajos), 1 de junio de 2024) fue un director de orquesta, compositor y arreglista musical neerlandés.

## Vida y carrera
Van Hoof escribió muchas producciones exitosas bajo su nombre, tuvo su propia compañía de producción y obtuvo su primer éxito como arreglista con "Sofie" de Johnny Lion. Van Hoof dirigió las entradas neerlandesas en el Festival de la Canción de Eurovisión en 15 ocasiones: 1972, 1973, 1974, 1975, 1976, 1977, 1978, 1979, 1986, 1988, 1989, 1990, 1992, 1993 y 1994.

## Trayectoria
En 1960, Van Hoof fue uno de los seis integrantes de Peter en zijn Rockets y tocaba el piano, pero luego dejó la banda.
Tuvo su primer éxito como arreglista con Sophietje de Johnny Lion. En los Países Bajos, trabajó durante mucho tiempo con BZN. Cuando la banda quiso celebrar su 30º aniversario en 1996, grabó un CD llamado A Symphonic Night con la Gran Orquesta de Gala bajo la dirección de Van Hoof y varios coros.
Su mayor éxito como compositor fue How Do You Do de Mouth & MacNeal, lanzada en 1971, que fue un éxito mundial con millones de copias vendidas y que coescribió con Hans van Hemert. En 1974, formó el dúo Hal Dorado con Peter Koelewijn, lanzando dos sencillos: The Bull and I (1970, cuando Koelewijn estaba solo) y 240024. Durante casi veinte años fue director invitado habitual del Metropole Orkest. Trabajó estrechamente con artistas como Armand, Ramses Shaffy, Rob de Nijs, Willeke Alberti y Sandra & Andres. En 1974, dirigió el Grand Gala Du Disque.

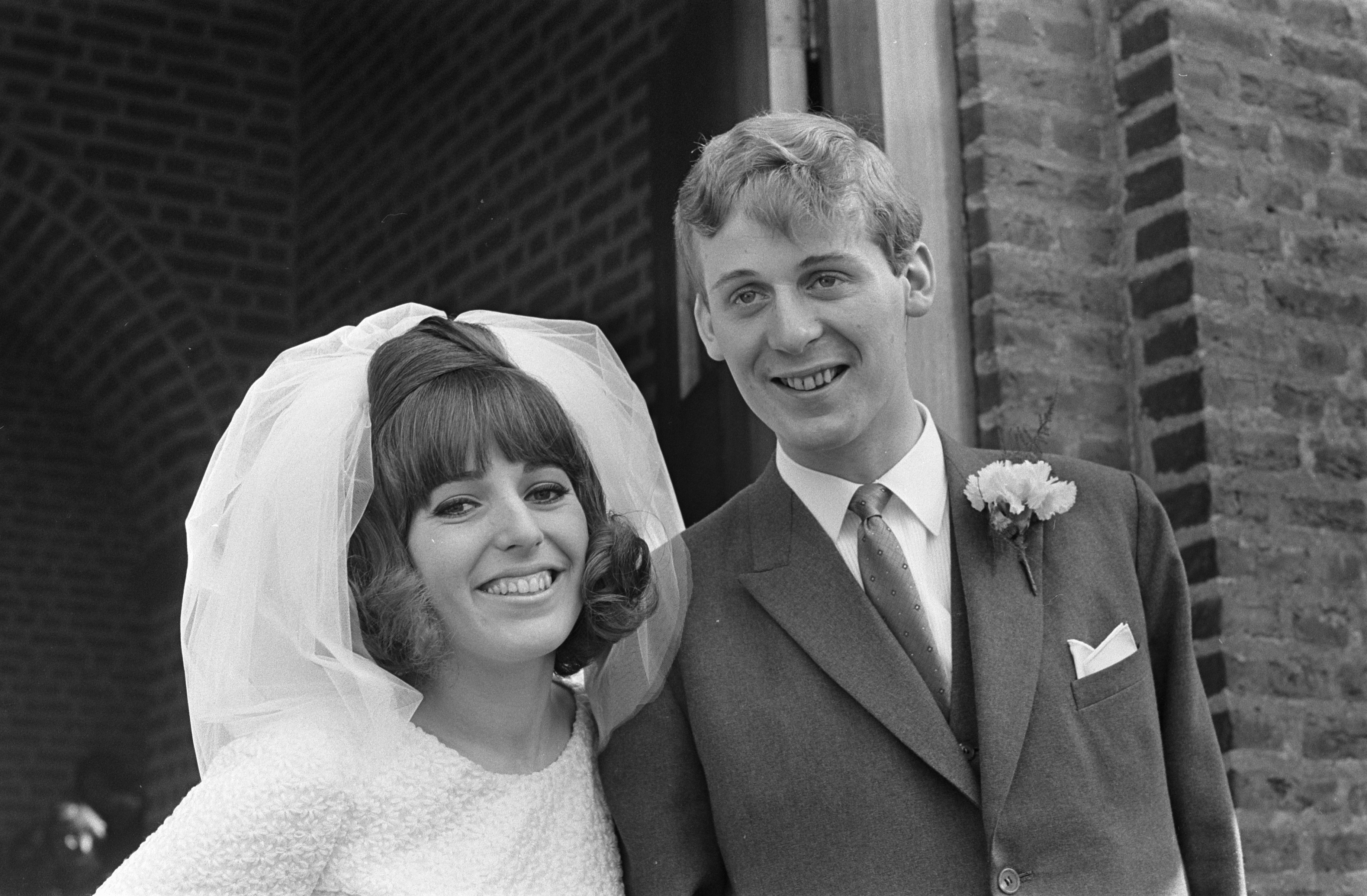
Harry van Hooff en su boda con Trea Dobbs en 1967

Van Hoof alcanzó gran reconocimiento como director en numerosas participaciones neerlandesas en el Festival de la Canción de Eurovisión, dirigiendo las entradas desde 1972 hasta 1979, 1986, y de 1988 a 1994. En 1975, estuvo involucrado en la victoria de Teach-In con Dinge-dong. Además, él mismo arregló las canciones de 1972 (Als het om de liefde gaat de Sandra & Andres), 1973 (De oude muzikant de Ben Cramer) y 1976 (The party's over de Sandra Reemer).

## Vida personal
El 16 de marzo de 1967 se casó con Trea van der Schoot (conocida como la cantante Trea Dobbs), de quien se divorció. Posteriormente, se volvió a casar. Van Hoof falleció el 1 de junio de 2024 a los 81 años de edad.